# یواس‌اس ماربلهد (سی-۱۱)
یواس‌اس ماربلهد (سی-۱۱) (به انگلیسی: USS Marblehead (C-11)) یک کشتی بود که طول آن ۲۶۹ فوت ۶ اینچ (۸۲٫۱۴ متر) بود. این کشتی در سال ۱۸۹۲ ساخته شد.